# Gracililima nyassae
Gracililima nyassae – gatunek węża z rodziny Lamprophiidae; jedyny przedstawiciel rodzaju Gracililima.
Osobniki tego gatunku osiągają rozmiary od 40 do 60 centymetrów. Najdłuższa zanotowana samica mierzyła 52 centymetry od czubka pyska do kloaki, samiec 43,7 centymetra. Węże te cechują się trójkątnym kształtem ciała oraz płaską głową. Ciało w kolorze czarno-purpurowym, skóra między łuskami jest różowa. Brzuch jest czarny lub czarno-oliwkowy, czasami może być kremowobiały. Podstawą ich diety są żaby, jaszczurki oraz inne węże.
Samica składa w lecie do 6 jaj. Młode węże po wykluciu mierzą 20 do 22 centymetrów.
Węże te występują na terenie Afryki Południowej i Wschodniej.